# Bisdom Registro

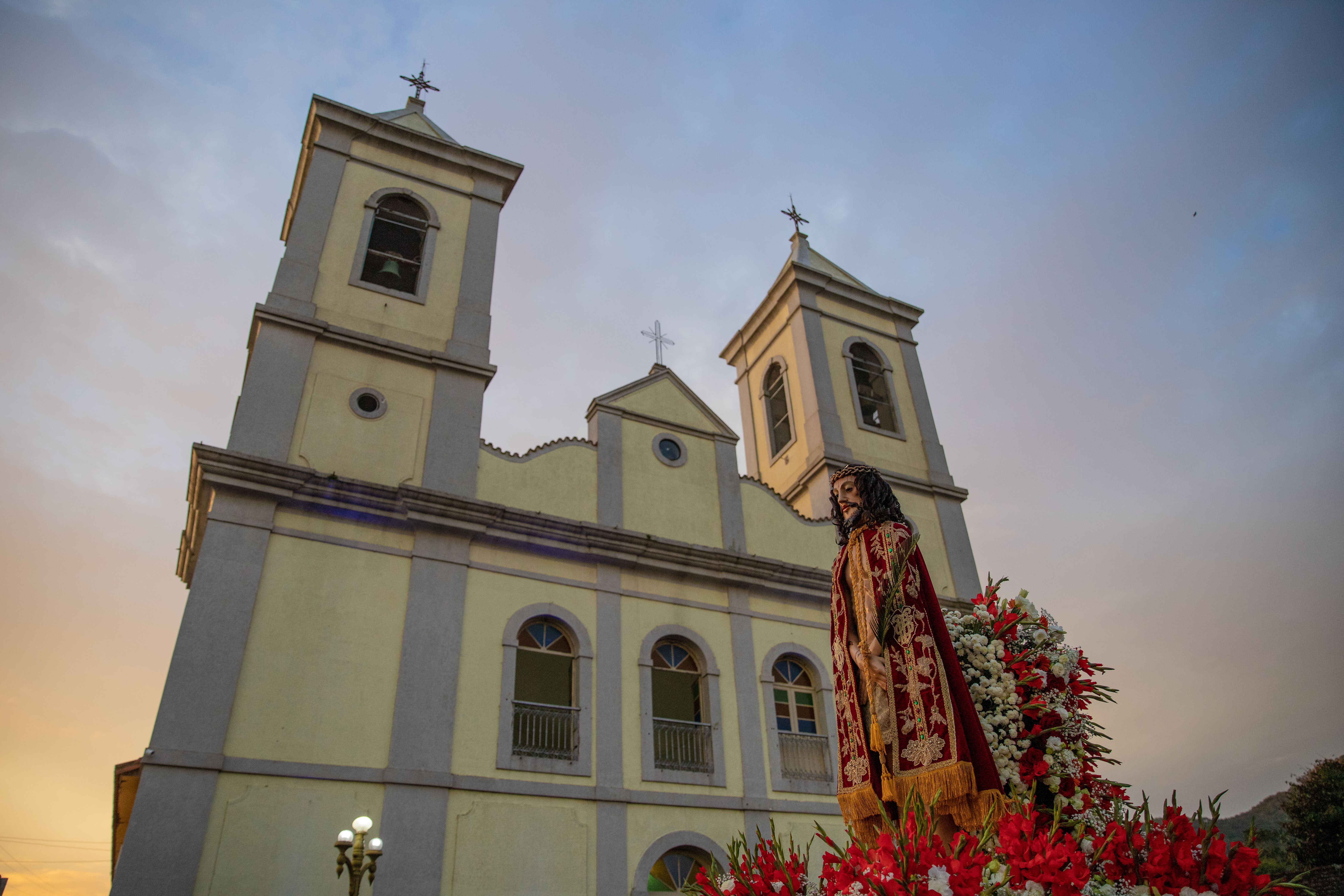
Basílica Nossa Senhora das Neves, Iguape

Het bisdom Registro (Latijn: Dioecesis Registrensis) is een rooms-katholiek bisdom met als zetel Registro, in Brazilië. Het bisdom is suffragaan aan het aartsbisdom Sorocaba.

## Geschiedenis
Het bisdom werd opgericht op 19 januari 1974, uit delen van de bisdommen Itapeva en Santos, en was suffragaan aan het aartsbisdom São Paulo. Op 29 april 1992 wisselde het van kerkprovincie en werd suffragaan aan het nieuw verheven aartsbisdom Sorocaba. 

## Parochies
Het bisdom had in 2020 een oppervlakte van 13.293 km2 en telde 322.000 inwoners waarvan 59,6% rooms-katholiek was.

## Bisschoppen
- Apparecido José Dias (13 december 1974 - 26 juni 1996)
- José Luíz Bertanha (26 mei 1998 - 16 mei 2018)
- Manoel Ferreira dos Santos (16 mei 2018 - heden)

Sorocaba (aartsbisdom) · Itapetininga · Itapeva · Jundiaí · Registro